# Samuel Fabris
Samuel Fabris (Sambreville, 30 januari 1991) is een Belgische voetballer. Hij is een middenvelder die in het seizoen 2009/10 al enkele malen mocht starten als basisspeler in het eerste elftal.
Fabris werd opgeleid bij de jeugd van Tamines en speelde sinds 2004 bij de Carolo’s. Vanaf 2013 komt hij uit voor White Star Brussel waarmee hij in 2016 kampioen werd in de Tweede klasse.
Op 6 juni 2016 tekende hij een contract bij Cercle Brugge.

## Profcarrière
| seizoen | club               | land   | competitie         | wed. | goals |
| ------- | ------------------ | ------ | ------------------ | ---- | ----- |
| 2008/09 | Sporting Charleroi | België | Jupiler Pro League | 1    | 0     |
| 2009/10 | Sporting Charleroi | België | Jupiler Pro League | 3    | 0     |
| 2009/10 | Sporting Charleroi | België | Play-Off II B      | 4    | 0     |
| 2010/11 | Sporting Charleroi | België | Jupiler Pro League | 11   | 0     |
| 2010/11 | Sporting Charleroi | België | Play-Off III       | 0    | 0     |
| 2011/12 | Sporting Charleroi | België | Tweede klasse      | 26   | 0     |
| 2012/13 | Sporting Charleroi | België | Jupiler Pro League | 5    | 0     |
|         |                    |        | Totaal             | 53   | 0     |